# Śmierć Artemia Cruz
Śmierć Artemia Cruz (oryg. La muerte de Artemio Cruz) – powieść meksykańskiego pisarza Carlosa Fuentesa, przyniosła autorowi międzynarodową sławę i została przetłumaczona na wiele języków.

## Fabuła

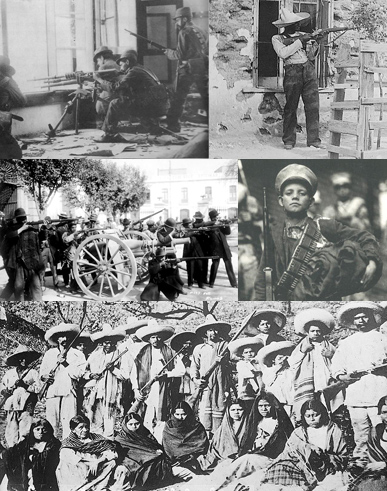
Rewolucja meksykańska 1910

Artemio Cruz - deputowany, właściciel wielkiej gazety w Meksyku, wpływowa osobistość, człowiek potrafiący wykorzystywać skorumpowane obyczaje, którym sprzyjały wstrząsy społeczne, jest u kresu swego życia. Cofa się pamięcią do granic tego, co nieuchwytne i próbuje sporządzić bilans swego życia. Opowieść rozwija się na planie subiektywnym, z monologiem wewnętrznym w drugiej osobie. Plan obiektywny zajmuje kronika historyczna.
Artemio powraca myślą do czasów młodości. Będąc uczestnikiem rewolucji, namiętnie kochał młodą dziewczynę imieniem Regina, która zginęła podczas walki. Ta śmierć zabiła w nim poczucie niewinności i pragnienia ideału. Pozostała już tylko wola stania się potężnym. Poślubił Catalinę Bernal, córkę arystokraty, która nim gardziła, ponieważ mimo osiągniętego sukcesu, nosił piętno swego pochodzenia ze zubożonej rodziny.

Najłatwiej nienawidzić, powtarzam. Miłość jest trudniejsza i więcej wymaga.

## Problematyka
Problematyka powieści jest złożona. Można ją potraktować jako utwór o rewolucji meksykańskiej 1910 i o geniuszu samego Meksyku, zdradzonym przez jego własne dzieci. Jest tu także obraz burżuazji ukazany w duchu powieści Balzaca i medytacja o śmierci, związana z tradycją rachunku sumienia, jaki każdy dobry chrześcijanin musi zrobić, zanim powierzy swą duszę Bogu. Carlos Fuentes w sposób realistyczny ukazuje społeczeństwo meksykańskie, jego historyczne korzenie, mechanizmy władzy, jego mity i złudzenia. Temat zdradzonej rewolucji stanowił inspirację dla wielu powieściopisarzy meksykańskich, m.in. Augustina Yaneza i Juana Rulfo.

Będę człowiekiem niemożliwym tak długo, póki nie zmienią się ci, co dziś są możliwi.